# Jean Mauboulès
Jean Mauboulès (* 16. August 1943 in Poey-de-Lescar) ist ein französischer Bildhauer, Objektkünstler und Zeichner.

## Leben und Werk

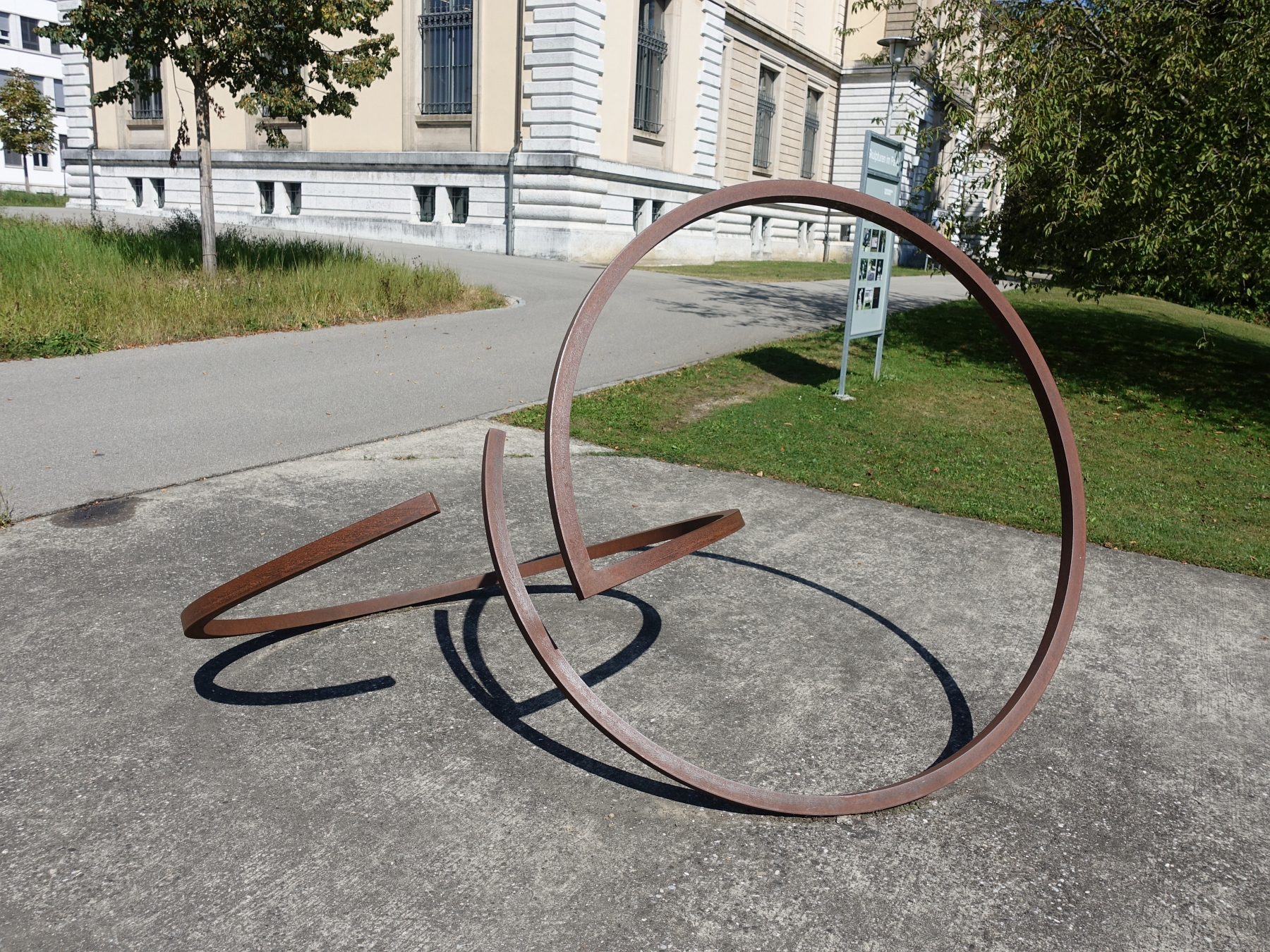
Skulptur Nr. 22, (2000), Kunstmuseum Solothurn.

Jean Mauboulès lebte ab 1962 in Paris, wo er Architektur studierte und an der École des Beaux-Arts Kurse belegte. 1966 lebte er für ein halbes Jahr in Bern und nahm dort zwei Jahre später seinen festen Wohnsitz. Im Verlauf der 60er-Jahre wechselte er von der Malerei zur Plastik und Objektkunst. Für seine zwei- und dreidimensionalen Werke wählte er als bevorzugter Werkstoff Glas. 1973 zog Mauboulès mit seiner Familie nach Solothurn. Auf Einladung des Centro Internationale di Sperimentazioni Artistiche M. L. Jeanneret arbeitete er von 1975 bis 1976 in Boissano.
Jean Mauboulès erhielt 1987 den Fachpreis des Kantons Solothurn und 1996 den Kunstpreis des Kantons Solothurn. 1997 wurde er vom französischen Kulturministerium zum Chevalier de l’ordre des Art et des Lettres ernannt.